# Israele il Grammatico
Israele il Grammatico (895 circa – 965 circa) fu uno dei massimi studiosi europei della metà del X secolo.
Nel 930, era alla corte del re Atelstano d'Inghilterra (sovrano dal 924 al 939). Dopo la morte di Atelstano, Israele cercò con successo il patrocinio dell'arcivescovo Ruotberto di Treviri e divenne precettore di Bruno, figlio di Enrico l'Uccellatore e fratello di Ottone I e in seguito arcivescovo di Colonia. Alla fine degli anni quaranta del X secolo, Israele è ricordato come vescovo e alla fine della sua vita fu monaco nel monastero benedettino di San Massimino a Treviri.
Israele era un poeta affermato, discepolo del filosofo irlandese del IX secolo Giovanni Scoto Eriugena e uno dei pochi studiosi occidentali del suo tempo a capire il greco. Scrisse trattati teologici e grammaticali e commentari sulle opere di altri filosofi e teologi.

## Biografia

### Contesto storico

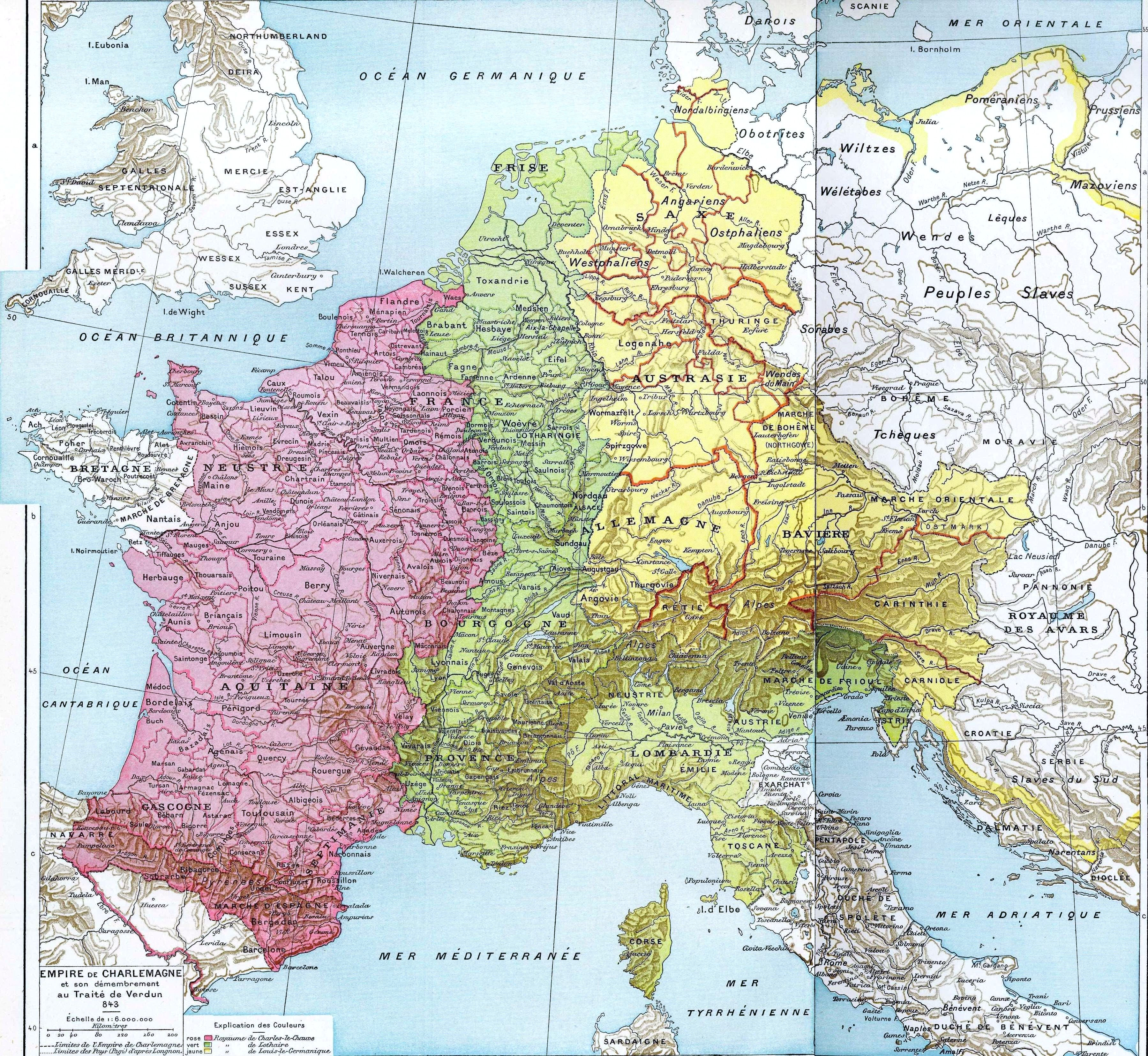
L'impero carolingio all'apice della sua grandezza, poco prima della nascita di Israele.

Il regno di Carlo Magno vide una rinascita del sapere in Europa a partire dalla fine dell'VIII secolo, nota come rinascimento carolingio. L'impero carolingio crollò alla fine del IX secolo, mentre il X è visto come un periodo di declino, descritto come "l'età del ferro" da un concilio franco svoltasi nel 909. Questo quadro negativo del periodo è sempre più contestato dagli storici; secondo Michael Wood «la prima metà del decimo secolo vide molti sviluppi notevoli e formativi che avrebbero plasmato la cultura e la storia europea». La Bibbia rimase la principale fonte di conoscenza, ma lo studio degli scrittori classici, che in precedenza erano stati demonizzati come pagani, divenne sempre più accettabile.
Quando Alfredo il Grande divenne re del Wessex nell'871, l'apprendimento nell'Inghilterra meridionale era a un livello basso e non c'erano studiosi di latino. Intraprese un programma di rinascita, portando studiosi dall'Europa continentale, dal Galles e dalla Mercia, e tradusse lui stesso opere che considerava importanti dal latino al volgare inglese. Suo nipote, Atelstano, portò avanti il lavoro, invitando studiosi stranieri come Israele in Inghilterra e nominando vescovi un certo numero di chierici continentali. Negli anni '30 del X secolo, il livello di istruzione non era ancora abbastanza alto da fornire abbastanza ecclesiastici inglesi alfabetizzati per riempire i vescovati. La generazione istruita durante il regno di Atelstano, come il futuro vescovo di Winchester, Æthelwold, che fu educato a corte, e Dunstano, che divenne arcivescovo di Canterbury, portarono l'istruzione del regno a un livello elevato.

### Primi anni di vita
Si sa molto poco dei primi anni di vita di Israele. Michael Lapidge data la sua nascita intorno al 900,  mentre Wood la colloca leggermente prima, intorno all'890. Fu discepolo di Ambrogio e trascorse del tempo a Roma, ma non si sa chi fosse Ambrogio o se fosse il precettore di Israele a Roma. Dal punto di vista di Wood, Israele era un monaco a San Massimino di Treviri negli anni '30 del X secolo.
Le fonti del X secolo forniscono prove contrastanti sulle origini di Israele. Ruotgero nella sua Vita di Bruno si riferiva a Israele come irlandese, mentre Flodoardo nella sua Cronaca lo descrisse come "Britto", che potrebbe riferirsi a Bretagna, Cornovaglia o Galles, tutti e tre i quali erano rifugi di lingua celtica per i britanni che erano fuggiti dall'invasione anglosassone della Britannia. Secondo Lapidge «Il consenso degli studiosi è a favore di un'origine irlandese, ma la questione non è stata adeguatamente indagata». Egli sostiene che il vescovo di Bangor nella contea di Down, Dub Innse, descrisse Israele come un «dotto romano», e che quindi sembra non riconoscerlo come un conterraneo irlandese. Lapidge afferma che Flodoardo era contemporaneo di Israele e potrebbe averlo conosciuto, mentre Ruotgero scrisse dopo la morte di Israele e probabilmente non lo conobbe direttamente. Dare ai bambini nomi ebraici dell'Antico Testamento come Israele era comune nelle aree celtiche nel X secolo. Lapidge conclude che la Bretagna è più probabile del Galles o della Cornovaglia, poiché i manoscritti a lui associati hanno glosse bretoni e la corte di Atelstano era un rifugio per gli studiosi bretoni in fuga dall'occupazione norrena della loro patria.
Nel 2007, Wood ha rilanciato la teoria irlandese, mettendo in dubbio che "Israel Britto" di Flodoardo significhi "bretone", e affermando che Ruotgero conosceva Israele. La biografa di Atelstano, Sarah Foot, cita il punto di vista di Wood, ma lei lo rifiuta, affermando che Israele non era irlandese e potrebbe essere stato un bretone. Thomas Charles-Edwards, uno storico del Galles medievale, pensa che potrebbe essere stato gallese.

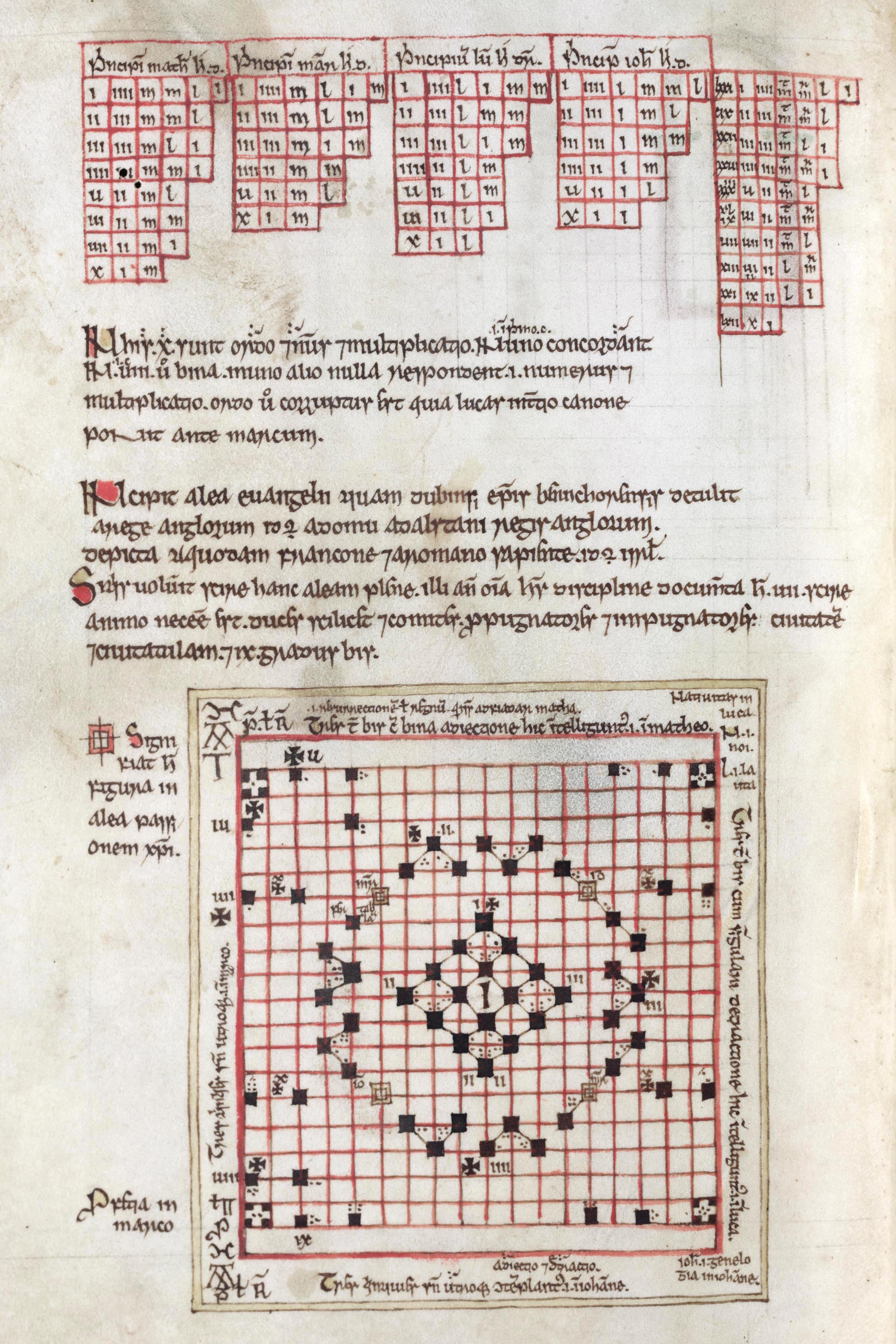
Un'illustrazione del XII secolo dell'Alea Evangelii (Gioco dei dadi del Vangelo), il gioco da tavolo che Israele e Franco disegnarono per Dub Innse

### Presso la corte di Atelstano
La presenza di Israele in Inghilterra è nota da un evangelario scritto in Irlanda intorno al 1140, che contiene una copia di un disegno del X secolo e la spiegazione di un gioco da tavolo chiamato Alea Evangelii (Gioco dei dadi del Vangelo), basato sulle tavole eusebiane (concordanze per testi paralleli dei quattro vangeli). Secondo una traduzione di Lapidge di una nota sul manoscritto: «Qui inizia il gioco dei dadi che Dub Innse, vescovo di Bangor, portò dal re inglese, cioè dalla casa di Atelstano, re d'Inghilterra, disegnato da un certo Franco [o Frank] e da un romano studioso, quello è Israele».
Il copista del XII secolo sembra aver cambiato la prima persona di Dub Innse in terza persona. In un passaggio successivo, egli interpreta «studioso romano, cioè Israele» come un ebreo romano (Iudeus Romanus). Questo è stato preso da alcuni storici, tra cui David Wasserstein, come una dimostrazione del fatto che era presente uno studioso ebreo alla corte di Atelstano, ma Lapidge sostiene che questa interpretazione è stato un malinteso da parte del copista, e la sua opinione è stata generalmente accettata dagli storici. Si pensa che Israele sia Israele il Grammatico, descritto come uno studioso romano a causa della sua permanenza nella suddetta città, e il manoscritto del gioco dei dadi del Vangelo mostra che trascorse un periodo alla corte di Atelstano. Un certo numero di manoscritti associati a Israele, incluse due delle quattro copie conosciute del suo poema De arte metrica, furono scritti in Inghilterra. Secondo Foot «Israele fornisce un collegamento allettante tra le sfere del cameratismo maschile di una corte reale convenzionale e l'atmosfera più rarefatta ed erudita che Atelstano potrebbe aver voluto che sia i suoi contemporanei che i posteri pensassero di essere desideroso di promuovere».
Israele era un praticante dello "stile ermeneutico" del latino, caratterizzato da frasi lunghe e contorte e una predilezione per parole rare e neologismi. Probabilmente influenzò lo scriba noto agli storici come "Æthelstan A", uno dei primi esponenti dello stile nei documenti che redasse tra il 928 e il 935. Il latino ermeneutico sarebbe diventato lo stile dominante del movimento di riforma benedettino inglese del tardo X secolo, e Israele potrebbe essere stato uno dei primi mentori di uno dei suoi leader, Æthelwold, alla corte di negli anni '30 del X secolo. I testi latini che Israele portò alla corte di Atelstano furono influenzati da scrittori irlandesi e la storica Jane Stevenson li vede come un contributo di un elemento Iberno-latino allo stile ermeneutico in Inghilterra.

### Carriera successiva e morte
Il poema di Israele De arte metrica era dedicato a Ruotberto, arcivescovo di Treviri. Fu quasi certamente composto in Inghilterra, e la dedica fu probabilmente una richiesta, coronata dal successo, per ottenere il patrocinio di Ruotberto quando Atelstano morì nel 939. Dal 940 circa Israele fu precettore di Bruno, futuro arcivescovo di Colonia e fratello dell'imperatore romano Ottone il Grande. Froumundo di Tegernsee descrisse Israele come la «luce splendente» di Ruotberto. Nel 947 Israele partecipò a un sinodo a Verdun presieduto da Ruotberto, dove fu indicato come vescovo, ma senza una identificazione della sua sede. Era famoso come maestro di scuola e probabilmente svolse un ruolo importante nell'istituzione da parte dell'imperatore Ottone di una scuola di corte ad Aquisgrana.
Le fonti del X secolo descrivono Israele come vescovo; intorno al 950 un uomo con questo nome è identificato come vescovo di Aix-en-Provence, ma non è certo che fosse la stessa persona. Tra il 948 e il 950 potrebbe aver tenuto una cattedra vescovile ad Aquisgrana, dove discusse le idee cristiane sulla Trinità con un intellettuale ebreo chiamato Salomone, probabilmente da identificare con l'ambasciatore bizantino con quel nome. Si ritirò per diventare monaco nel monastero benedettino di San Massimino a Treviri, e morì il 26 aprile di un anno sconosciuto. Lapidge fissa la sua morte intorno al 970, mentre Wood la data prima del 967-68.

## Erudizione
Le carte prodotte dal 928 dallo scriba del re Atelstano, "Æthelstan A", includono parole insolite quasi certamente copiate dai poemi iberno-irlandesi Adelphus adelphe e Rubisca. I poemi mostrano una sofisticata conoscenza del greco e sono descritte da Lapidge come «immensamente difficili». È probabile che siano stati portati da Israele dal continente, mentre Adelphus adelphe era probabilmente, e Rubisca forse, opera sua.
Mechthild Gretsch descrive Israele come «uno degli uomini più dotti in Europa», e Lapidge afferma che era «un abile grammatico e poeta, e uno dei pochi studiosi del suo tempo ad avere una conoscenza diretta del greco». L'erudizione greca era così rara nell'Europa occidentale durante questo periodo che negli anni '70 del IX secolo Anastasio il Bibliotecario non fi in grado di trovare nessuno competente per modificare la sua traduzione di un testo dal greco, e dovette farlo lui stesso. Israele scrisse di teologia e ha raccolse opere di medicina. Negli anni '40 del X secolo si interessò al filosofo irlandese Giovanni Scoto Eriugena e commentò le sue opere in un manoscritto oggi conservato a San Pietroburgo. In un manoscritto in cui glossò l'Isagoge di Porfirio, raccomandò il Perifisione di Giovanni. La sua redazione di un commento all'Ars Minor di Donato fu un importante testo di insegnamento nel Medioevo e ancora in stampa nel XX secolo.

## Riferimenti
1. ↑  Israele è chiamato il Grammatico dalla maggior parte degli studiosi moderni, ma Édouard Jeauneau si riferisce a lui come "Israele Scoto"[1] (cioè irlandese) e Michael Wood come "Israele di Treviri"[2].
2. ↑  Alea Evangelii è un membro della famiglia degli hnefatafl, che sono giochi da tavolo asimmetrici in cui due avversari hanno forze disuguali e obiettivi diversi. Lo storico dei giochi da tavolo, H. J. R. Murray, descrive Alea Evangelii come «un curioso tentativo di dare un significato scritturale a hnefatafl, che è qui chiamato alea»[14], mentre un altro storico dei giochi, David Parlett, lo considera come "una forma di hnefatafl in una veste allegorica particolarmente inappropriata"[15].
3. ↑  "Alea" può significare partite o dadi, e Lapidge traduce "Alea Evangelii" come "Dadi del Vangelo", ma i dadi non sono usati nel gioco, e Parlett preferisce "Gioco del Vangelo"[16][15].
4. ↑  Lapidge afferma che Israele probabilmente scrisse Rubisca[28], ma altri studiosi preferiscono una data precedente al suo tempo[29]. Stevenson pensa che sia stato scritto da uno studioso irlandese sul continente nel tardo nono o all'inizio del decimo secolo[30].